# Leptotrichella pallidiseta
Leptotrichella pallidiseta là một loài Rêu trong họ Dicranaceae. Loài này được (Brid.) Ochyra mô tả khoa học đầu tiên năm 1997.